# Hemisturmia scissilis
Hemisturmia scissilis là một loài ruồi trong họ Tachinidae.